# 三谷政史
三谷 政史（みたに せいじ、1982年11月30日 - ）は、京都府出身で、以前は滋賀県、現在は奈良県を登録地とする競輪選手。日本競輪学校第93期生。『三谷三兄弟』の長兄。

## 来歴
師匠でもある父、典正（競輪学校第49期生、引退）、二男の将太（92期）、三男の竜生（101期）もいずれも競輪選手。
東山高等学校時代はラグビーを行っていた。その後、ストラーダレーシングに加入し、全日本実業団自転車競技選手権大会の1㎞タイムトライアルで優勝。
その後、技能試験免除で競輪学校に入校し、同校での在校競走成績は2位（30勝）。2008年1月11日、一宮競輪場でデビューし4着。初勝利は同年1月12日の同場。
2018年3月20日付で登録地を滋賀県から奈良県に移籍した。